# اعتزاز حسن
اعتزاز حسن یک دانش‌آموز اهل پاکستان بود که جانش را بر سر ممانعت از ورود یک بمبگذار انتحاری به مدرسه‌اش از دست داد. با این اقدام، حدود ۲۰۰۰ دانش‌آموز از مرگ احتمالی نجات یافتند.